# Turn It Up (Remix)/Fire It Up
"Turn It Up (remix)/Fire It Up" é um hit single de Busta Rhymes, lançado em 1998.
A versão original da canção aparece como a sétima faixa de When Disaster Strikes, mas foi o remix que foi lançado como single. A canção era originalmente exclusiva do single, mas substituiu "Survival Hungry" como a terceira faixa no segundo lançamento de When Disaster Strikes.

## Lista de faixas do single

### A-Side
1. "Turn It Up / Fire It Up" (Clean version)- 3:58
2. "Turn It Up / Fire It Up" (Dirty version)- 3:58
3. "Turn It Up / Fire It Up" (Instrumental)  3:58

### B-Side
1. "Rhymes Galore" (LP Version Clean)- 4:13
2. "Rhymes Galore" (LP Version Dirty)-  4:13
3. "Rhymes Galore" (Instrumental)- 4:13

## Paradas

### Posições topo
| Parada (1998)                                | Posição topo |
| -------------------------------------------- | ------------ |
| Billboard Hot 100                            | 10           |
| Billboard Hot R&B/Hip-Hop Singles & Tracks   | 7            |
| Billboard Hot Rap Singles                    | 1            |
| Billboard Hot Dance Music/Maxi-Singles Sales | 2            |
| Billboard Rhythmic Top 40                    | 38           |
| UK Singles Chart                             | 2            |

### Paradas de fim de ano
| Parada de fim de ano (1998) | Posição |
| --------------------------- | ------- |
| U.S. Billboard Hot 100      | 73      |